# IFK Holmsund
Maillots
L'IFK Holmsund est un club suédois de football basé à Holmsund près d'Umeå.

## Repères historiques
Le club évolue en première division suédoise lors de l'année 1967.
Lors de cette unique saison passée en D1, le club se classe dernier championnat, avec 3 victoires, 1 match nul, 18 défaites et un total de 7 points.
Le club remporte le Championnat du Norrland en 1948.

## Personnalités liées au club
- Ramaz Shengelia, joueur international soviétique, évolue à Holmsund lors de la saison 1989-1990.
- Gustav Sjöberg, ancien international suédois, est entraîneur du club en 1951.